# 회기천
회기천(回基川)은 서울특별시 동대문구 회기동 천장산에서 발원하여 중랑교 남쪽에서 중랑천으로 흘러드는 하천이다. 현재 이 하천은 경희대학교 내부의 부분은 복개되지 않았고, 그 밖의 구간은 1967년 복개되었다.